# Жиро, Эрик
Эрик Жиро (фр. Eric Girault, род. 26 мая 1957) — монегасский шахматист.
В составе сборной Монако участник трех шахматных олимпиад (1980, 1982, 1988 гг.; в 1982 и 1988 гг. играл на 1-й доске; в 1982 г. показал 2-й результат среди лидеров команд и завоевал серебряную медаль в личном зачёте).
В 1976 г. представлял Монако на чемпионате мира среди юниоров (занял в турнире предпоследнее место).
После 1990 г. не участвовал в соревнованиях высокого уровня.

## Основные спортивные результаты
| Год         | Город     | Соревнование                                 | + | − | = | Результат | Место    |
| ----------- | --------- | -------------------------------------------- | - | - | - | --------- | -------- |
| 1976 / 1977 | Гронинген | Чемпионат мира среди юниоров                 | 1 | 8 | 4 | 3 из 13   | 53       |
| 1980        | Валлетта  | XXIV Олимпиада (сборная Монако, 3-я доска)   | 5 | 4 | 1 | 5½ из 10  |          |
| 1982        | Люцерн    | XXV Олимпиада (сборная Монако, 1-я доска)    | 9 | 1 | 2 | 10 из 12  | на доске |
| 1988        | Салоники  | XXVIII Олимпиада (сборная Монако, 1-я доска) | 6 | 3 | 4 | 8 из 13   |          |